# Antonio Castrejón

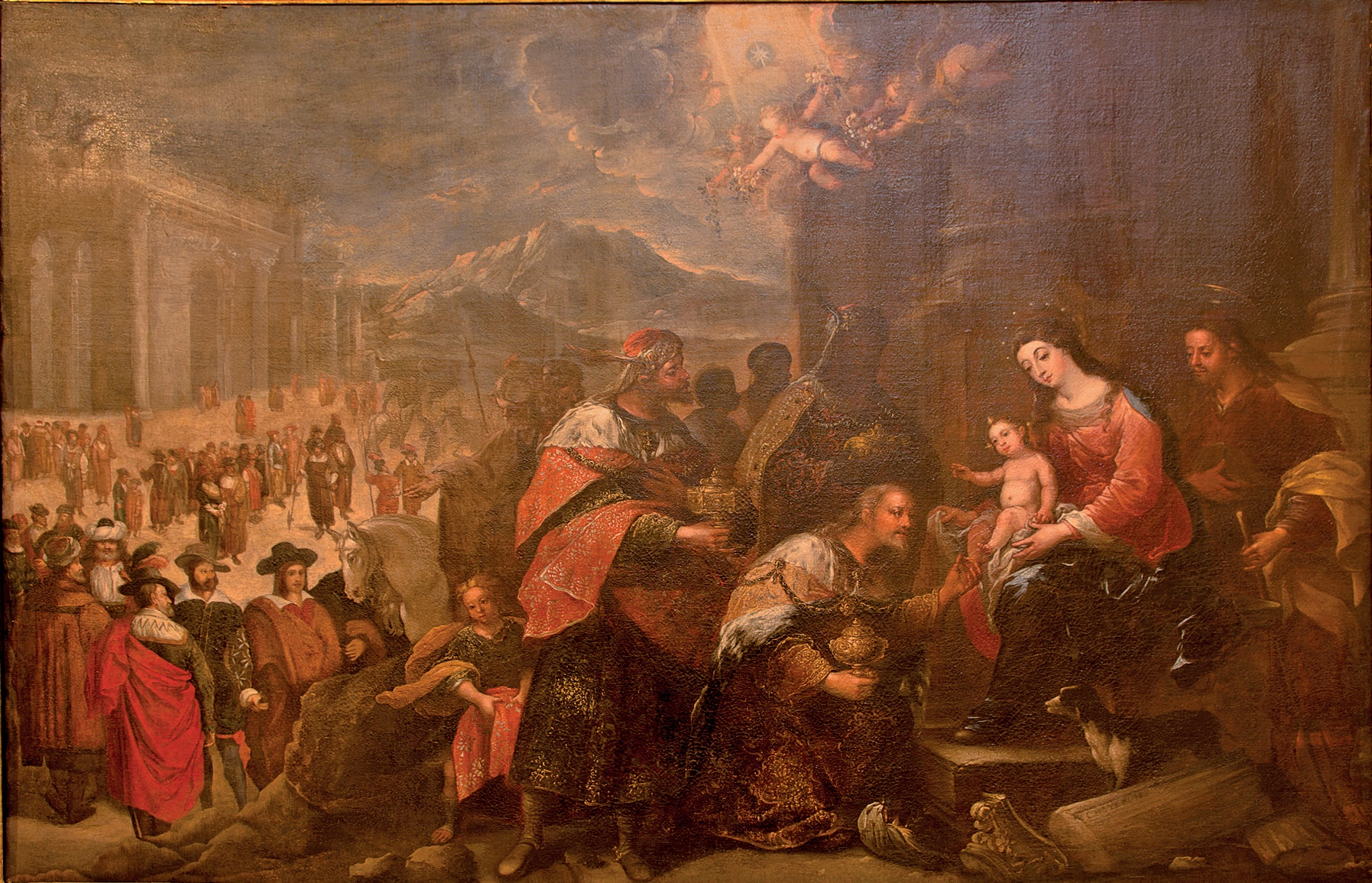
Adoración de los Magos, óleo sobre lienzo, 160 x 238 cm, Elche, Basílica de Santa María.

Antonio Castrejón (Madrid, c. 1634 - 1696), pintor barroco español, fue según Ceán Bermúdez discípulo de Francisco Fernández. Autor más diestro en el color que en el dibujo y, según Palomino, algo amanerado pero dotado para la invención especialmente en las «historiejas pequeñas», colaboró con Roque Ponce y José García Hidalgo en sus perspectivas y con Gabriel de la Corte en sus guirnaldas, que él completaba añadiendo las figuras.

## Biografía
En julio de 1694 declaró como testigo en la información para el ingreso en la Orden de Calatrava de Gaspar de Saravia Antolínez, capitán de caballos e hijo de José Antolínez. Ante los informantes, que se referían a él como «persona anciana y de grandes noticias», dijo ser natural de Madrid y de sesenta años, lo que lleva la fecha de su nacimiento a 1634. Por la partida matrimonial de su hijo Baltasar, que contrajo matrimonio en la iglesia de San Luis obispo en 1678, se tiene conocimiento de que estaba casado con Francisca de Sandoval, fallecida dos meses después, en julio de 1678. Su testamento, como luego el de su esposo, refleja la modestia con que vivían. Solo unos meses después de enviudar contrajo segundas nupcias con Juana de Gandía, con quien no tuvo descendencia. El 28 de diciembre de 1696 firmó el pintor su testamento, por el que dejaba como heredero universal a su hijo Baltasar, pintor también y guardia de corps de su majestad, en quien decía «había gastado mucha hacienda en la crianza, enseñanza y educación».

## Obra
Palomino, tras elogiar sus figuras pequeñas, decía que también en grande había pintado mucho, y citaba como obras públicas dos cuadros que había en el crucero de la primitiva parroquia de San Miguel, cuyos asuntos eran la Revelación del purgatorio a san Patricio y un Triunfo de san Miguel, los cuales habían desaparecido ya en tiempos de Ceán, una Presentación de la Virgen en un colateral de la iglesia de San Ginés, donde también eran suyos los cuadros de la Vida de la Virgen, en la capilla de Nuestra Señora de la Cabeza, y unos ángeles conservados en la sacristía; una Inmaculada en el Carmen Calzado, en la capilla del Santo Cristo, y en la parroquia de Santa María de Gracia en la calle de la Almudena los cuadros de los remates de los retablos en la capilla de los «siete Altares de la Pasión». Además mencionaba, como destruido en el incendio de 1718, un Martirio de Santa Lucía en el remate de un retablo colateral de la iglesia de San Felipe el Real en la calle Mayor.
Hay documentos que indican que era también pintor de mitologías: El inventario de los bienes de Gabriel Francisco de Ontañón Enríquez, ayuda de cámara de su majestad y contador de cuentas de Indias, fechado en noviembre de 1714, incluía cuatro pinturas de mediano tamaño «de mano de Antonio Castrejón» en las que estaban representados Acteón y Diana en el baño, el centauro Quirón, el rapto de Europa y «las tres hermanas que se convirtieron en árbol» (las helíades).
Nada de lo citado se conserva y lo poco que se conoce de su producción, resuelto con corrección, es afín a lo que se hacía en Madrid en esos años, especialmente en el círculo de Juan Carreño de Miranda, sin que quepan advertir sino ocasionalmente las características indicadas por Palomino de invención y predilección por las pequeñas figuras. Lo conservado, obras todas ellas firmadas, son una Huida a Egipto (225 x 200 cm) propiedad del Hospital del Niño Jesús, firmada y fechada en 1691, y otro lienzo de igual asunto (148 x 210) guardado en el convento de las Úrsulas de Alcalá de Henares; una Inmaculada en la parroquial de Rebollosa de Hita (Guadalajara), una Asunción en el convento de los franciscanos de Olite (Navarra), y una Adoración de los Magos en la Basílica de Santa María de Elche, con un poco común espacio abierto urbanizado con arquitecturas clasicistas escorzadas y numerosas pequeñas figuras con recuerdos manieristas.
De otro género es el retrato, también firmado, de Doña María Josefa Antonia Rodríguez de los Ríos y Bueno, la «marquesita de Santiago», retratada con ropas galantes de alegre colorido poco antes de tomar los hábitos, lo que hizo en 1687, con 14 años, en el convento de las Madres Mercedarias de don Juan de Alarcón donde se guarda el lienzo. La jovencita, en pie, enjoyada, con un abanico cerrado en una mano y la otra apoyada en el sillón sobre el que reposa un rico ramo de flores, mira al espectador aparentemente ajena a la escena que con pincelada borrosa se dibuja al fondo a la izquierda, donde como en un cuadro dentro del cuadro se ve a la Virgen sobre nubes entregando el escapulario a una novicia, quizá la propia marquesita.